# Келчинек
Келчинек (пол. Kiełczynek) — село в Польщі, у гміні Ксьонж-Велькопольський Сьремського повіту Великопольського воєводства.
Населення — 455 осіб (2011).
У 1975-1998 роках село належало до Познанського воєводства.

## Демографія
Демографічна структура станом на 31 березня 2011 року:
|          | Загалом | Допрацездатний вік | Працездатний вік | Постпрацездатний вік |
| -------- | ------- | ------------------ | ---------------- | -------------------- |
| Чоловіки | 241     | 66                 | 158              | 17                   |
| Жінки    | 214     | 51                 | 118              | 45                   |
| Разом    | 455     | 117                | 276              | 62                   |